# 中華人民共和國—圖瓦盧關係
中華人民共和國—圖瓦盧關係是指中華人民共和國與圖瓦盧的外交關係。兩國從未建交。对图瓦卢的相关事务由中华人民共和国驻斐济大使馆兼辖。
1978年9月30日，中国国务院总理华国锋致电祝贺图瓦卢独立，并宣布中国政府承认图瓦卢政府。1988年8月29日，图瓦卢总理托马西·普阿普阿随南太平洋岛国会议访华团非正式访问北京。
圖瓦盧自1979年起與中華民國建交。